# Ginnastica Giglio
La Ginnastica Giglio 1978, chiamata anche Ginnica Giglio, è una società italiana di ginnastica, di Montevarchi in provincia di Arezzo.
Lo scopo sociale dell'associazione è la diffusione della ginnastica artistica e ritmica, a livello amatoriale e agonistico. È stata fondata da Osvaldo Bucci, Carla Centi e Stefania Bucci nel 1978; è affiliata alla Federazione Ginnastica d'Italia dal 1980.

## Storia
Nel 1977 Stefania Bucci, ginnasta olimpionica alle Olimpiadi di Montreal 1976 (8ª al corpo libero ed alla trave, 10ª alle parallele, 23ª in classifica generale), affaticata per l'esperienza olimpica, aveva deciso di ritirarsi; il presidente della sua società, la Aurora Montevarchi, la convinse a restare per un'altra stagione. L'anno successivo, grazie a suo padre Osvaldo nacque la società Giglio, di cui la Bucci è diventata allenatrice. Stefania è ora istruttrice federale nazionale e giudice nazionale.
La Giglio è stata tra le prime associazioni, tra anni settanta e ottanta, a prendersi carico della richiesta di attività sportiva per i giovani del Valdarno. Con il tempo l'offerta si è trasformata, passando ad una maggiore attenzione verso la qualità agonistica.
L'8 marzo 2014, a Torino, seconda tappa del campionato di Serie A 2014, la società conquista il secondo posto, e il suo primo podio nella massima serie.
Attualmente la Giglio ha sede a Montevarchi, e nel tempo ha aperto sezioni nel comune di Bucine e di Castelfranco di Sopra; a Terranuova Bracciolini ha aperto la nuova società Giglio Terranuova.

### Palmarès
Nel 2010 ha vinto il campionato nazionale di Serie B ottenendo l'accesso al Campionato di Serie A2; alla prima stagione le atlete hanno conquistato la Serie A1, nel 2011, posizionandosi in testa alla classifica con vantaggio di un solo punto sulla Olos Gym 2000 (160 a 159).
2012 Campionati Europei Bruxelles Medaglia d'Argento: Alessia Leolini e Lara Mori
2013 Campionati del Mondo: Alessia Leolini
2014 Team Italia: Alessia Leolini e Lara Mori
2014 Campionati del Mondo di Nanning: Lara Mori, ottenendo il 5º posto a Squadra (ITALIA)
2015 Campionati del Mondo di Glasgow: Lara Mori, ottenendo il 7º posto a Squadra (ITALIA) e la qualificazione a Squadra (ITALIA) per le Olimpiadi di Rio 2016
2016 Campionati Europei di Berna: Lara Mori, ottenendo il 5º posto a Squadra (ITALIA); in aprile Lara Mori partecipa al Test Event di Rio ed è selezionata come riserva della nazionale per le Olimpiadi
2017 Campionati Europei di Cluj-Napoca: Lara Mori, ottenendo il 4º posto nella finale a Corpo Libero; Campionati del Mondo Montreal: sempre Lara Mori, ottenendo il 12º posto nella finale del Concorso Generale ed il 6º posto nella finale a Corpo Libero

## Sede e impianti di allenamento
La palestra della Giglio è nel Palazzetto dello Sport di Montevarchi. V.le Matteotti.